# German Winter Tour 2011
German Winter Tour 2011 var den sjette koncertturné af det danske elektro-rockband Dúné. Den startede 17. januar 2011 og sluttede 20. januar samme år. Turneen understøttede bandets femte EP Leaving Metropolis som udkom i maj 2010.
Turnéen startede i den nordtyske storby Hamborg, hvor bandet spillede på det legendariske spillested Gruenspan, som blev etableret i 1968. Derefter gik turen til Köln og München, inden Dúné sluttede af på spillestedet Lido i deres daværende hjemby Berlin.
Det var Dúnés anden koncertrække efter at Cecilie Dyrberg forlod bandet i oktober 2010. Det blev trommeslager Malte Aarup-Sørensens næstsidste turné med bandet, da denne valgte at forlade gruppen nogle få måneder efter.

## Personel

### Band
- Matt Kolstrup - vokal
- Danny Jungslund - guitar
- Simon Troelsgaard - guitar
- Ole Bjórn - keyboards og vokal
- Piotrek Wasilewski - bas, synthesizer og vokal
- Malte Aarup-Sørensen - trommer

### Personale
- Dany "Il Presidente" Rau - tourmanager
- Andrew Peters - lydtekniker
- Marian Kuch - monitor
- Jakob Paubel - baggear
- David David - baggear
- Pascal Flor - merchandise

## Turnedatoer
| Dato               | By      | Land     | Sted      |
| ------------------ | ------- | -------- | --------- |
| German Winter Tour |         |          |           |
| 17. januar 2011    | Hamborg | Tyskland | Gruenspan |
| 18. januar 2011    | Köln    | Tyskland | LUXOR     |
| 19. januar 2011    | München | Tyskland | 59:1      |
| 20. januar 2011    | Berlin  | Tyskland | Lido      |